# Enlil
Enlil (vagy Enlíl) a sumer „istenek ura” volt, miután ezt a címet megszerezte apjától, Antól, „az istenek atyjától”. Enlil legfontosabb szentélykörzete az Ékur („a hegy háza”) – a sumer kultuszközösség központja – volt Nippurban.

## Etimológia
Az en-lil2 kifejezés (𒀭𒂗𒇸 vagy 𒀭𒂗𒆤 DEN.LIL, den-lil2) sumer nyelven a szóelemek szerint azt jelenti, hogy „levegő ura”, „szél ura”. Az akkád neve Enlil vagy Ellill. Egyes elképzelések szerint úgynevezett sumerizált szubsztrátum-istenség, azaz a sumerek előtti nép nyelvéből – és mitológiájából – lett sumeresítve. Nevének értelmezése hagyományosan a lil2 = šāru etimológiából származik. Más elképzelések szerint a név eredete sémi, az *il-ilī származéka. Ennek jelentése „(minden) istenek istene”. Ennek egyik alátámasztása egy eblai istenlista, amelyben a den-lil2 = i-lu-lu sor szerepel. Ez azt jelentené, hogy az Enlil név jóval később, már az akkádok megjelenése után sumerizált névalak, majd onnan került vissza a sémi mitológiába sumer néven. Ezen álláspont cáfolatára azt hozzák fel, hogy a di-lu-lu nem mehetett át a sumerbe *il-il alakban, legfeljebb den-E2 lehetett volna belőle, aminek viszont yē/īn-lil a kiejtése, vagyis az Enlil név inkább származik közvetlenül a sumer nyelvből.

## Szerepe
Enlil An („ég”) és Ki („föld”) fia, testvére Enki, An és Nammu fia. Már a Dzsemdet Naszr-kor képírásos szövegei is említik, az i. e. 26. századi fárai istenlistákon pedig második helyen szerepel apja mögött, akit sokszor felül is múl. Funkcióit az An = Anum istenlista hosszasan sorolja.
Ninlil – a déli szél istennője – lett a felesége, történetüket az Enlil és Ninlil eposz meséli el. Ninlil eleinte ellenkezik, de Enlil magáévá teszi, ezért az istenek száműzik az alvilágba. Felesége követi őt – méhében a megfogant Nanna/Szín holdistennel –, ahol három álalakban újra magáévá teszi őt Enlil. A három ebből született alvilági isten – Nergal, Ninazu és Enbilulu – nem térhet vissza az égbe szüleivel, csak Nanna. Enlil fia még a lagasi istenkörből Ningirszu és a vele valószínűleg azonos, vagy idővel azonosított Ninurta, az Ereskigal által szült Namtar.
Enlil fő jelzői a „nagy hegy” (Kurgal), „minden országok ura, istenek atyja” (An címe), „sorsszabó uralkodó, a megmásíthatatlan szavú úr”. A róla szóló mítoszokban lényege a termékenység, életerő, fékezhetetlen elemi erő – ő a vihar és levegő istene – vad bikához, üvöltő szélhez hasonlítják. Állandóan idegesíti őt az emberi élet zaja, ezért újabb és újabb csapásokat – pestist, aszályt, szikesedést, özönvizet – zúdít az emberekre.
Ahogy An az ég teremtője, Enlil Enkivel együtt a földé. Létrehozta a kapát, Emest és Entent, az állattenyésztés isteneit, Lahart, a jószág, Asnant, a gabona istennőjét. Jelképe, mint Ané, az oltáron álló szarvas tiara.